# Вища рада правосуддя
Вища рада правосуддя (ВРП) — колегіальний, незалежний конституційний орган державної влади та суддівського врядування, який діє в Україні на постійній основі для забезпечення незалежності судової влади, її функціонування на засадах відповідальності, підзвітності перед суспільством, формування доброчесного та високопрофесійного корпусу суддів, додержання норм Конституції і законів України, а також професійної етики в діяльності суддів і прокурорів.
Вища рада правосуддя була утворена у 2017 році на заміну Вищій раді юстиції.
Наприкінці 2021 року розпочала роботу Етична рада, що мала перевірити усіх членів ВРП на доброчесність. Після цього більшість членів ВРП добровільно пішли з посади через незгоду із можливістю їх перевірки, і з 22 лютого 2022 року ВРП втратила повноважність. Через два дні розпочалося повномасштабне вторгнення Росії до України, однак більше ніж 10 місяців ВРП не працювала, через що увесь цей час було неможливо призначити або звільнити суддів, а також затримати чи відсторонити від роботи суддів-колаборантів. ВРП відновила кворум лише 12 січня 2023 року, після закінчення перевірки кандидатів до ВРП і затвердження нових членів ВРП.

## Історія

### Вища рада юстиції (1998–2017)
Попередником Вищої ради правосуддя була Вища рада юстиції (ВРЮ), яка була утворена у 1998 році відповідно до Конституції України 1996 року.
До Вищої ради юстиції входило 20 осіб, 17 з яких призначалися шістьма різними органами, а 3 осіб входили до неї за посадою.
Вища рада юстиції проіснувала до 2017 року, коли вона була реорганізована у Вищу раду правосуддя відповідно до Перехідних положень змін до Конституції України щодо правосуддя, Перехідних положень до Закону «Про судоустрій і статус суддів» та Перехідних положень до Закону «Про Вищу раду правосуддя».

### Утворення Вищої ради правосуддя (2017)
5 січня 2017 року набув чинності Закон України «Про Вищу раду правосуддя».
12 січня 2017 року Вища рада юстиції (ВРЮ) ухвалила рішення про свою реорганізацію у Вищу раду правосуддя на виконання Перехідних положень змін до Конституції України щодо правосуддя, Перехідних положень до Закону «Про судоустрій і статус суддів» та Перехідних положень до Закону «Про Вищу раду правосуддя». Також ВРЮ утворила Комісію з питань реорганізації Вищої ради юстиції та утворення Вищої ради правосуддя і затвердила порядок здійснення заходів, пов’язаних з цим, а діючі члени Вищої ради юстиції набули статусу членів Вищої ради правосуддя.
30 травня 2017 року Вища рада правосуддя повторно обрала своїм головою Ігоря Бенедисюка.
16 квітня 2019 року ВРП задовольнила заяву Ігора Бенедисюка про припинення його повноважень як голови ВРП, і обрала новим головою Володимира Говоруху.
24 вересня 2019 року ВРП Володимир Говоруха достроково подав у відставку за станом здоровʼя. Новим головою був обраний колишній суддя Апеляційного суду Волинської області Андрій Овсієнко.

### Утворення Етичної ради (2021)
14 липня 2021 року Верховна Рада України внесла зміни до закону «Про Вищу раду правосуддя», якими було утворено новий незалежний орган — Етичну раду, яка має оцінювати на доброчесність усіх кандидатів до Вищої ради правосуддя, а також має провести одноразове оцінювання усіх діючих членів ВРП на відповідність їх критеріям професійної етики та доброчесності. Також закон визначив порядок діяльності Служби дисциплінарних інспекторів як самостійного структурного підрозділу Секретаріату ВРП, їхнє призначення за результатами конкурсу, правовий статус та обсяг повноважень. Дисциплінарні інспектори відтепер мали попередньо перевіряти скарги щодо суддів. 5 серпня ВРП зупинила розподіл дисциплінарних скарг через ці зміни.
Перший склад Етичної ради було затверджено 9 листопада 2021 року після тривалого блокування з боку Ради суддів України та діючої Вищої ради правосуддя. До складу Етичної ради увійшли 3 кандидати рекомендовані Радою суддів України і 3 кандидати рекомендовані міжнародними експертами.
20 січня 2022 року два чинні члени ВРП Олексій Маловацький та Павло Гречківський подали у відставку. Їхня відставка була прийнята ВРП, і 26 січня став останнім днем їх повноважень. Обидва раніше були фігурантами гучних скандалів і могли бути першочерговими кандитатами на звільнення з ВРП за рішенням Етичної ради. Олексій Маловацький до цього майже рік виконував обовʼязки голови ВРП як заступник голови ВРП.
З 24 січня 2022 року обовʼязки голови ВРП почав виконувати Віктор Грищук як найстарший за віком член ВРП.
8 лютого 2022 року Етична рада розпочала оцінювання діючих членів ВРП на відповідність критерію професійної етики да доброчесності, а вже 9 лютого більшість членів ВРП заявили, що готові звільнитися, оскільки не вважали для себе прийнятною участь у процедурах оцінювання, ініційованих Етичною радою.
21 лютого 2022 року Етична рада розпочала проведення співбесід із кандидатами до Вищої ради правосуддя.

### Перерва у роботі (2022–2023)
22 лютого 2022 року 10 із 15 діючих членів ВРП достроково склали повноваження за власним бажанням через незгоду з діяльністю Етичної ради. Таким чином, Вища рада правосуддя втратила кворум і припинила свою роботу.
24 лютого 2022 року почалося повномасштабне вторгнення Росії до України, тому раніше заплановані Етичною радою співбесіди із кандидатами до ВРП були відкладені.
15 березня 2022 року Верховна Рада України внесла зміни до закону «Про судоустрій і статус суддів», якими на час дії воєнного стану передала частину повноважень недіючої ВРП до Державної судової адміністрації та голови Верховного Суду. Зміни набули чинності 22 березня.
18 квітня 2022 року Фундація DEJURE, Центр протидії корупції, Автомайдан, Центр політико-правових реформ та Коаліція Реанімаційний пакет реформ закликали Верховну Раду України внести зміни до законодавства, що дозволять у максимально стислі строки відновити роботу ВРП відповідно до Конституції та розпочатої Президентом України судової реформи.
4 і 6 травня 2022 року Етична рада провела співбесіди з 4 діючими членами ВРП, і 7 травня ухвалила остаточне рішення про відповідність їх критеріям професійної етики та доброчесності. Було вирішено, що Віктор Грищук не відповідає цим критеріям, а решта троє членів ВРП — відповідають. Грищука так було відсторонено від посади, і його повноваження були призупинені до прийняття відповідного рішення зʼіздом представників юридичних ВНЗ та наукових установ, за квотою якого він був обраний до ВРП.
11 травня 2022 року було повідомлено, що після відсторонення Віктора Грищука виконувати обов’язки голови ВРП почав Віталій Саліхов як найстарший за віком член Ради.
26 травня 2022 року три діючі члени ВРП звернулися до суб’єктів формування ВРП із закликом вжити всіх необхідних заходів для заповнення вакансій у ВРП за квотою кожного з них.
27 травня 2022 року Етична рада відновила проведення співбесід з кандидатами до Вищої ради правосуддя. У цей день було проведено співбесіди із 4 кандидатами. Етична рада вирішила не транслювати ці і наступні співбесіди онлайн через воєнний стан, однак представники громадських організацій висловили незгоду із цим рішенням, про що опублікували відповідну заяву. Зокрема, заяву підписали представники Автомайдану, Фундації DEJURE, Центру політико-правових реформ, Центру протидії корупції та Реанімаційного пакету реформ.
15 серпня 2022 року Верховна Рада України обрала за своєю квотою до ВРП двох із чотирьох членів, раніше перевірених Етичною радою. Ними стали Роман Маселко та Микола Мороз, яких до того закликали обрати громадські активісти. Посол Євросоюзу Матті Маасікас привітав це призначення.
19 серпня 2022 року з'їзд представників юридичних вищих навчальних закладів та наукових установ не зміг подолати негативний висновок Етичної ради щодо Грищука, тож він втратив посаду у ВРП. Водночас зʼїзд обрав до ВРП Дмитра Лук'янова.
11–12 січня 2023 року позачерговий XIX-й зʼїзд суддів України обрав 8 членів Вищої ради правосуддя за своєю квотою. Так було відновлено повноважність ВРП, оскільки у ній стало 15 чинних членів. Посол ЄС в Україні Матті Маасікас привітав обрання восьми нових членів Вищої ради правосуддя. Посли G7, які раніше наголошували на необхідності якнайшвидшого відновлення роботи ВРП, також привітали рішення з’їзду та висловили сподівання на подальший прогрес у судовій реформі.

### Відновлення роботи (2023 - 2024)
19 січня 2023 року відбулося перше засідання  Вищої Ради Правосуддя після 11-місячної перерви у роботі. На засіданні розглядалося питання щодо затвердження позиції ВРП до проєкту постанови Кабміну «Про затвердження Державної антикорупційної програми на 2023-2025 роки», розробленого НАЗК. Після 7-годинного обговорення ВРП підтримала проєкт із зауваженнями.
23 січня 2023 року ВРП обрала своїм головою Григорія Усика.
1 червня 2023 року Вища рада правосуддя призначила 16 членів до Вищої кваліфікаційної комісії суддів України (ВККСУ) з попередньо відібраних 32 кандидатів. Це рішення дозволило відновити роботу ВККСУ, яка не працювала з 2019 року.
3 серпня 2023 року ВРП визначила склад своїх дисциплінарних палат: до трьох палат увійшли по пʼять діючих членів ВРП. Водночас Голова ВРП Григорій Усик та Голова Верховного Суду Станіслав Кравченко не були призначені до жодної з палат.
9 серпня та 6 вересня 2023 року Верховна Рада ухвалила два закони, якими відновлювалася дисциплінарна функція ВРП та впроваджувався прозорий конкурс до Служби дисциплінарних інспекторів.
19 жовтня 2023 року ВРП ухвалила рішення відновити з 1 листопада розподіл між членами Ради дисциплінарних скарг, оскільки новий закон дозволив членам Ради здійснювати дисциплінарні функції до формування Служби дисциплінарних інспекторів. До цього ВРП не могла виконувати цю функцію більше 2 років через попередні зміни у законодавстві та вторгнення Росії, тому за цей час у ВРП накопичилося понад 12 тисяч нерозглянутих скарг щодо дисциплінарного проступку судді. Також у цей день ВРП обрала строком на два роки секретарів трьох Дисциплінарних палат.
1 листопада 2023 року розпочався автоматизований розподіл дисциплінарних скарг. Скарги було вирішено розподілити на кілька черг розгляду:
- спочатку розглядаються 800 скарг, у яких провадження було розпочато, але не завершено;
- потім скарги на попередні рішення щодо притягнення до дисциплінарної відповідальності;
- потім послідовно будуть розподілятися близько 11 500 скарг, що надійшли з 5 серпня 2021 року до 31 жовтня 2023 року;
- також буде здійснюватися розподіл нових справ та матеріалів, що надходитимуть з 1 листопада 2023 року.[66]

22 листопада 2023 року після тривалої перерви розпочалися засідання Дисциплінарних палат ВРП.

### Робота 2025 року
Упродовж січня - березня 2025 року ВРП ухвалила рішення щодо звільнення 64 суддів. За загальними обставинами звільнено 47 суддів,  а особливими обставинами Вищою радою правосуддя звільнено 17 суддів. За цей же період часу ВРП ухвалила внести Президентові України подання про призначення 36 суддів до місцевих загальних судів — 33 судді; до місцевих господарських судів — 3 судді.

## Завдання
Згідно зі статтею 131 Конституції України, в Україні діє Вища рада правосуддя, яка:
1. вносить подання про призначення судді на посаду;
2. ухвалює рішення стосовно порушення суддею чи прокурором вимог щодо несумісності;
3. розглядає скарги на рішення відповідного органу про притягнення до дисциплінарної відповідальності судді чи прокурора;
4. ухвалює рішення про звільнення судді з посади;
5. надає згоду на затримання судді чи утримання його під вартою;
6. ухвалює рішення про тимчасове відсторонення судді від здійснення правосуддя;
7. вживає заходів щодо забезпечення незалежності суддів;
8. ухвалює рішення про переведення судді з одного суду до іншого;
9. здійснює інші повноваження, визначені цією Конституцією та законами України.

Стаття 131 в редакції Закону № 1401-VIII від 02.06.2016
Згідно зі статтею 3 Закону України «Про Вищу раду правосуддя»:
1. Вища рада правосуддя:
1. вносить подання про призначення судді на посаду;
2. ухвалює рішення стосовно порушення суддею чи прокурором вимог щодо несумісності;
3. забезпечує здійснення дисциплінарним органом дисциплінарного провадження щодо судді;
4. утворює органи для розгляду справ щодо дисциплінарної відповідальності суддів;
5. розглядає скарги на рішення відповідних органів про притягнення до дисциплінарної відповідальності судді чи прокурора;
6. ухвалює рішення про звільнення судді з посади;
7. надає згоду на затримання судді чи утримання його під вартою чи арештом;
8. ухвалює рішення про тимчасове відсторонення судді від здійснення правосуддя;
9. вживає заходів щодо забезпечення авторитету правосуддя та незалежності суддів;
10. ухвалює рішення про переведення судді з одного суду до іншого, рішення про відрядження судді до іншого суду того самого рівня і спеціалізації;
11. ухвалює рішення про припинення відставки судді;
12. погоджує кількість суддів у суді;
13. затверджує Положення про Єдину судову інформаційну (автоматизовану)систему, Положення про Державну судову адміністрацію України та типове положення про її територіальні управління, Положення про Службу судової охорони, Положення про проведення конкурсів для призначення на посади державних службовців у судах, органах та установах системи правосуддя, Положення про Комісію з питань вищого корпусу державної служби в системі правосуддя, Порядок ведення Єдиного державного реєстру судових рішень;
14. погоджує Типове положення про апарат суду, Положення про порядок створення та діяльності служби судових розпорядників;
15. надає обов'язкові до розгляду консультативні висновки щодо законопроєктів з питань утворення, реорганізації чи ліквідації судів, судоустрою і статусу суддів, узагальнює пропозиції судів, органів та установ системи правосуддя стосовно законодавства щодо їх статусу та функціонування, судоустрою і статусу суддів;
16. здійснює функції головного розпорядника коштів Державного бюджету України щодо фінансового забезпечення своєї діяльності; бере участь у визначенні видатків Державного бюджету України на утримання судів, органів та установ системи правосуддя;
17. затверджує за поданням Державної судової адміністрації України нормативи кадрового, фінансового, матеріально-технічного та іншого забезпечення судів;
18. погоджує в установленому порядку перерозподіл бюджетних видатків між судами, крім Верховного Суду;
19. призначає на посаду та звільняє з посади Голову Державної судової адміністрації України, його заступників;
20. визначає за поданням Голови Державної судової адміністрації України граничну чисельність працівників Державної судової адміністрації України, у тому числі її територіальних управлінь;
21. здійснює інші повноваження, визначені цим Законом та Законом України «Про судоустрій і статус суддів».

2. Вища рада правосуддя в зв'язку із реалізацією визначених законом повноважень бере участь у міжнародному співробітництві, у тому числі взаємодіє з іноземними закладами, установами та організаціями з питань правосуддя, може бути членом відповідних міжнародних асоціацій.
3. Вища рада правосуддя може залучати для виконання допоміжних і консультативних функцій органи суддівського самоврядування, установи та організації, суддів, суддів у відставці, адвокатів, прокурорів та інших спеціалістів.

## Склад
Вища рада правосуддя складається з 21-го члена, з яких:
- 10 — обираються з'їздом суддів України з числа суддів чи суддів у відставці;
- 2 — призначаються Президентом України;
- 2 — обираються Верховною Радою України;
- 2 — обираються з'їздом адвокатів України;
- 2 — обираються всеукраїнською конференцією прокурорів;
- 2 — обираються з'їздом представників юридичних вищих навчальних закладів та наукових установ;
- 1 — це Голова Верховного Суду України, який входить до складу Вищої ради правосуддя за посадою.[10]

Вища рада правосуддя вважається повноважною за умови обрання (призначення) щонайменше п'ятнадцяти її членів, серед яких більшість становлять судді.
Строк повноважень обраних (призначених) членів Вищої ради правосуддя становить чотири роки, і одна й та ж особа не може обіймати посаду члена Вищої ради правосуддя два строки поспіль.

## Поточний склад Вищої ради правосуддя
Станом на 16 листопада 2023 року у складі Вищої ради правосуддя налічується 17 членів з чинними повноваженнями та 4 вакантні місця.
| №  | ПІБ                                          | Дисциплінарна палата | Дата обрання/призначення до ВРП | Квота                                                 | Попередня посада |
| -- | -------------------------------------------- | -------------------- | ------------------------------- | ----------------------------------------------------- | --- |
| 1  | Саліхов Віталій Валерійович                  | Друга                | 9 березня 2021                  | З'їзд суддів України                                  | суддя Київського апеляційного суду |
| 2  | Плахтій Інна Борисівна                       | Третя (секретар)     | 10 березня 2021                 | З'їзд суддів України                                  | суддя Луцького міськрайонного суду Волинської області |
| 3  | Бокова Юлія Валеріївна                       | Перша                | 11 січня 2023                   | З'їзд суддів України                                  | суддя Господарського суду Донецької області |
| 4  | Котелевець Алла Вікторівна                   | Перша (секретар)     | 11 січня 2023                   | З'їзд суддів України                                  | суддя Харківського апеляційного суду |
| 5  | Попікова Ольга Володимирівна                 | Третя                | 11 січня 2023                   | З'їзд суддів України                                  | суддя Північного апеляційного господарського суду |
| 6  | Сасевич Олександр Михайлович                 | Третя                | 11 січня 2023                   | З'їзд суддів України                                  | суддя Львівського окружного адміністративного суду |
| 7  | Усик Григорій Іванович                       | —                    | 11 січня 2023                   | З'їзд суддів України                                  | суддя Касаційного цивільного суду у складі Верховного Суду |
| 8  | Бондаренко Тетяна Знаменівна                 | Перша                | 12 січня 2023                   | З'їзд суддів України                                  | суддя Миколаївського апеляційного суду |
| 9  | Бурлаков Сергій Юрійович                     | Друга                | 12 січня 2023                   | З'їзд суддів України                                  | суддя Касаційного цивільного суду у складі Верховного Суду |
| 10 | Ковбій Олена Василівна                       | Друга                | 12 січня 2023                   | З'їзд суддів України                                  | суддя Херсонського окружного адміністративного суду |
| 11 | вакантно                                     | —                    | —                               | Президент України                                     | — |
| 12 | вакантно                                     | —                    | —                               | Президент України                                     | — |
| 13 | Маселко Роман Анатолійович                   | Друга (секретар)     | 15 серпня 2022                  | Верховна Рада України                                 | адвокат, член правління Фундації DEJURE та Автомайдану |
| 14 | Мороз Микола Володимирович                   | Перша                | 15 серпня 2022                  | Верховна Рада України                                 | доцент кафедри цивільного права Національного юридичного університету імені Ярослава Мудрого                                                                     |
| 15 | вакантно                                     | —                    | —                               | З'їзд адвокатів України                               | — |
| 16 | вакантно                                     | —                    | —                               | З'їзд адвокатів України                               | — |
| 17 | Кандзюба Олег Володимирович                  | Третя                | 28 лютого 2023                  | Всеукраїнська конференція прокурорів                  | заступник начальника відділу запобігання правопорушенням в органах прокуратури управління внутрішньої безпеки генеральної інспекції Офісу Генерального прокурора |
| 18 | Мельник Олексій Петрович                     | Друга                | 28 лютого 2023                  | Всеукраїнська конференція прокурорів                  | керівник Спеціалізованої екологічної прокуратури Офісу Генерального прокурора                                                                                    |
| 19 | Лук'янов Дмитро Васильович (в.о. голови ВРП) | Третя                | 19 серпня 2022                  | З'їзд представників юридичних ВНЗ та наукових установ | завідувач кафедри Національного юридичного університету імені Ярослава Мудрого                                                                                   |
| 20 | Кваша Оксана Олександрівна                   | Перша                | 16 листопада 2023               | З'їзд представників юридичних ВНЗ та наукових установ | вчений секретар Інституту держави і права імені В. М. Корецького НАН України                                                                                     |
| 21 | Кравченко Станіслав Іванович                 | —                    | 26 травня 2023                  | Голова Верховного Суду                                | суддя і Голова Касаційного кримінального суду у складі Верховного Суду                                                                                           |

### Голови ВРП
- Ігор Бенедисюк — з 9 червня 2015 року до 16 квітня 2019 року (до 12 січня 2017 року — як голова Вищої ради юстиції).[82][11][12]
- Володимир Говоруха — з 16 квітня до 24 вересня 2019 року.[12][14]
- Андрій Овсієнко — з 24 вересня 2019 року до 11 березня 2021 року.[14][83]
- Олексій Маловацький (в.о.) — з березня 2021 року, виконував обовʼязки як заступник голови ВРП.[83]
- Віктор Грищук (в.о.) — з 24 січня 2022 року, виконував обовʼязки як найстарший за віком член ВРП.[27][26][83]
- Віталій Саліхов (в.о.) — з травня 2022 року, виконував обовʼязки як найстарший за віком член ВРП.[27]
- Тетяна Бондаренко (в.о.) — у січні 2023 року головувала на перших засіданнях відновленої ВРП, як найстарший за віком член ВРП.[56]
- Григорій Усик — з 23 січня 2023 року до 22 січня 2025 року.[58]
- Дмитро Лук'янов (в.о.) — з 23 січня 2025 року до 20 лютого 2025 року виконував обов'язки як заступник голови ВРП у зв'язку із закінченням строку повноважень голови ВРП .[79]
- Григорій Усик — з 20 лютого 2025 року.[84][85]

## Порядок призначення членів ВРП
На посаду члена Вищої ради правосуддя може бути обраний (призначений) громадянин України, не молодший тридцяти п'яти років, який володіє державною мовою, має вищу юридичну освіту та стаж професійної діяльності у сфері права не менше п'ятнадцяти років, належить до правничої професії та відповідає критерію політичної нейтральності.
Члени Вищої ради правосуддя, крім Голови Верховного Суду, здійснюють свої повноваження на постійній основі.
На членів Вищої ради правосуддя поширюються вимоги та обмеження, встановлені законодавством у сфері запобігання корупції.
Члени Вищої ради правосуддя у своїй діяльності та поза її межами повинні дотримуватися встановлених для судді етичних стандартів.
Член Вищої ради правосуддя має відповідати критерію політичної нейтральності. Зокрема, не може бути обрана (призначена) членом Вищої ради правосуддя особа, яка на день обрання (призначення):
1. є членом або обіймає посаду в політичній партії, іншій організації, яка має політичні цілі або бере участь у політичній діяльності;
2. є обраною на виборну посаду в органі державної влади (крім судової) чи органі місцевого самоврядування, має представницький мандат;
3. бере участь в організації або фінансуванні політичної агітації чи іншої політичної діяльності.

Член Вищої ради правосуддя не має права суміщати свою посаду з будь-якою посадою в органі державної влади або органі місцевого самоврядування, органі суддівського, адвокатського чи прокурорського самоврядування, зі статусом народного депутата України, депутата Верховної Ради Автономної Республіки Крим, обласної, районної, міської, районної у місті, сільської, селищної ради, з підприємницькою діяльністю, обіймати будь-яку іншу оплачувану посаду (крім посади Голови Верховного Суду), виконувати будь-яку іншу оплачувану роботу або отримувати іншу винагороду, крім винагороди члена Вищої ради правосуддя (за винятком здійснення викладацької, наукової чи творчої діяльності та отримання винагороди за неї), а також входити до складу керівного органу чи наглядової ради юридичної особи, що має на меті одержання прибутку. Член Вищої ради правосуддя не може належати до політичних партій, професійних спілок, брати участь у будь-якій політичній діяльності.
Особа, яка є власником акцій або володіє іншими корпоративними правами чи має інші майнові права або інший майновий інтерес у діяльності будь-якої юридичної особи, що має на меті отримання прибутку, зобов'язана передати такі акції (корпоративні права) або інші відповідні права в управління незалежній третій особі (без права надання інструкцій такій особі щодо розпорядження такими акціями, корпоративними або іншими правами, або щодо реалізації прав, які з них виникають) на час перебування на посаді члена Вищої ради правосуддя. Член Вищої ради правосуддя може отримувати відсотки, дивіденди та інші пасивні доходи від майна, власником якого він є.
Член Вищої ради правосуддя, який є суддею, не може здійснювати правосуддя (крім Голови Верховного Суду).
Член Вищої ради правосуддя, який є адвокатом, повинен на час здійснення повноважень члена Вищої ради правосуддя зупинити в установленому порядку адвокатську діяльність.
На час здійснення суддею, прокурором, адвокатом повноважень члена Вищої ради правосуддя він не може брати участі в органах суддівського, адвокатського чи прокурорського самоврядування.
Не можуть бути членами Вищої ради правосуддя:
1. особи, визнані судом недієздатними або обмежено дієздатними;
2. особи, які мають судимість, не погашену або не зняту в установленому законом порядку;
3. особи, на яких протягом останнього року накладалося адміністративне стягнення за вчинення правопорушення, пов'язаного з корупцією;
4. особи, які були членами Вищої кваліфікаційної комісії суддів України або Вищої ради юстиції до набрання чинності Законом України «Про відновлення довіри до судової влади в Україні»;
5. особи, які перебувають на адміністративних посадах у судах (крім посади Голови Верховного Суду);
6. особи, які не відповідають вимогам Закону щодо несумісності з іншими видами діяльності та не усунули таку невідповідність протягом розумного строку, але не більш ніж протягом тридцяти календарних днів із дня виникнення обставин, що призводять до порушення вимог щодо несумісності, чи іншого строку, встановленого Вищою радою правосуддя відповідно до Закону.

Перебування особи на посаді члена Вищої ради правосуддя також несумісне із наявністю заборони такій особі обіймати посади, щодо яких здійснюється очищення влади в порядку, визначеному Законом України «Про очищення влади».
Обрання (призначення) на посади членів Вищої ради правосуддя здійснюється в порядку, передбаченому Законом «Про Вищу раду правосуддя», на основі принципів верховенства права, професійності, публічності, політичної нейтральності.

## Структура

### Постійні Комісії ВРП
Згідно з частиною шостою статті 26 Закону України «Про Вищу раду правосуддя» Вища рада правосуддя може утворювати інші (окрім Дисциплінарних палат) органи для виконання повноважень, визначених Конституцією України, цим Законом та Законом України «Про судоустрій і статус суддів».
30 травня 2017 року рішенням Вищої ради правосуддя № 1332/0/15-17 затверджено Положення про комісії Вищої ради правосуддя.
Рішення про утворення органів Вищої ради правосуддя та про їх персональний склад ухвалюються Вищою радою правосуддя (частина сьома статті 26 Закону).
- Постійна комісія з підготовки щорічної доповіді про стан забезпечення незалежності суддів в Україні [Архівовано 9 липня 2021 у Wayback Machine.]
- Постійна комісія з питань Єдиної судової інформаційно-телекомунікаційної системи [Архівовано 9 липня 2021 у Wayback Machine.]

### Дисциплінарні палати
Відповідно до статті 131 Конституції України в системі правосуддя утворюються органи та установи для забезпечення добору суддів, прокурорів, їх професійної підготовки, оцінювання, розгляду справ щодо їх дисциплінарної відповідальності, фінансового та організаційного забезпечення судів.
Закон України «Про Вищу раду правосуддя» створює новий орган для розгляду дисциплінарних справ суддів — Дисциплінарні палати.

### Секретаріат
Організаційне, інформаційно-довідкове та інше забезпечення діяльності Вищої ради правосуддя здійснює секретаріат. Положення про секретаріат Вищої ради юстиції, його структуру і штат затверджується Вищою радою правосуддя. Керівник та інші посадові особи секретаріату Вищої ради правосуддя є державними службовцями.

### Інші органи при ВРП
- Координаційна рада при Вищій раді правосуддя [Архівовано 16 травня 2021 у Wayback Machine.]
- Міжнародна консультативна рада [Архівовано 2 липня 2021 у Wayback Machine.]
- Консультативна рада голів судів при Вищій раді правосуддя [Архівовано 2 липня 2021 у Wayback Machine.]
- Комунікаційний комітет системи правосуддя [Архівовано 2 липня 2021 у Wayback Machine.]
- Комісія з питань вищого корпусу державної служби в системі правосуддя [Архівовано 1 липня 2021 у Wayback Machine.]
- Комісія з розробки Антикорупційної програми Вищої ради правосуддя [Архівовано 2 липня 2021 у Wayback Machine.]
- Робоча група Вищої ради правосуддя з питань реформування процесуального законодавства та судоустрою і статусу суддів [Архівовано 9 липня 2021 у Wayback Machine.]
- Робоча група щодо удосконалення законодавства з питань утворення, реорганізації чи ліквідації судів, судоустрою і статусу суддів, а також підготовки нормативних актів ВРП з питань її діяльності [Архівовано 2 липня 2021 у Wayback Machine.]
- Робоча група з питань навантаження та кадрового забезпечення судів [Архівовано 2 липня 2021 у Wayback Machine.]
- Робоча група Вищої ради правосуддя для систематизації дисциплінарної практики [Архівовано 2 липня 2021 у Wayback Machine.]
- Робоча група з розроблення Стратегії діяльності Вищої ради правосуддя на 2023–2027 роки
- Робоча група з питань узагальнення дисциплінарної практики
- Координаційний комітет з питань реалізації та впровадження цифрового проєкту у сфері правосуддя [Архівовано 1 липня 2021 у Wayback Machine.]
- Дисциплінарна комісія стосовно Голови Служби судової охорони, його заступників, осіб, які виконують їх обов’язки